# Giuseppe Mazzola
Pour les articles homonymes, voir Mazzola (homonymie).
Giuseppe Mazzola était un peintre italien né à Valduggia le 5 décembre 1748 et mort à Milan le 24 novembre 1838.

## Biographie
Giuseppe Mazzola est le fils de Giovanni Battista Mazzola et de Angela Bocciolone. Il fait ses premières études à  Zuccaro, une frazione de Valduggia, auprès de son oncle prêtre. Son père lui trouve ensuite une place dans l'entreprise familiale de fonderie de cloches.
En 1767, il rencontre Giovanni Battista Cantalupi, qui devient son maître. Malgré les réticences de son père, Cantalupi emmène Giuseppe avec lui à Miasino, sur le lac d'Orta, afin de lui inculquer les bases de l'art de la peinture. Mazzola retourne à Valsesia l'année suivante, puis se rend à Varallo afin de parfaire sa technique de dessin. Il part ensuite à Milan, dans l'atelier du peintre Martin Knoller, avant de gagner Parme afin d'étudier à l'Académie des beaux-arts et se perfectionner dans la copie des œuvres du Corrège.
En 1774, à Turin, il fait la connaissance du comte de Favria, qui l'introduit à la cour du roi Victor-Amédée III de Sardaigne. L'année qui suit, il reçoit une commande pour une Sainte Famille de la part de Marianne de Savoie, l'épouse de Benoît de Savoie, et certains nobles lui commandent des portraits.
Giuseppe Mazzola part pour Rome en 1777, où il est recommandé au cardinal et mécène Alessandro Albani. Celui-ci le présente à son protégé, le peintre Anton Raphael Mengs, qui le prend comme élève. À la mort de Mengs, il devient l'élève d'Anton von Maron.
Mazzola est victime de fortes fièvres durant l'année 1782 : il part pour Valduggia puis Rome, l'année suivante, où il reçoit diverses commandes.
En 1785, il expose au Panthéon l'Assomption de la Vierge, destiné à l'église paroissiale de Grignasco.
À l'occasion du mariage entre Victor-Emmanuel Ier de Sardaigne et Marie-Thérèse d'Autriche-Este, il peint Nozze di Peleo e Teti. Le 7 juillet 1789, il est nommé peintre à la cour.
En 1798, les troupes françaises occupant Turin, Giuseppe Mazzola retourne à Valduggia, où il peint pour des commanditaires locaux. Puis il se rend à Milan en 1800 et est admis dans le corpus académique de l'Académie des beaux-arts de Brera.
En 1804, il doit se faire amputer de l'avant-bras droit. Néanmoins, il reprend l'activité quarante jours plus tard en peignant de la main gauche et réalise un Autoportrait qu'il offre à l'Accademia di Brera. Le vice-roi Eugène de Beauharnais le nomme professore di colorito à l'Académie des beaux-arts de Brera et vicedirettore des Regie Gallerie.
Charles-Félix de Savoie le nomme membro estero dell'Accademia di Belle Arti di Torino en 1828. Giuseppe Mazzola peint son dernier tableau, Madonna, en 1829 et l'offre à la comtesse de Masino.
Giuseppe Mazzola meurt le 24 novembre 1838 à Milan, à presque 90 ans. Il est inhumé dans le cimetière de Porta Comasina.

## Œuvres
- Autoportrait,
- Portrait e Pie V,
- Assomption de la Vierge (1785), église paroissiale, Grignasco.
- Nozze di Peleo e Teti (1789)
- Portrait de Giuseppe Parini (1793),
- Portrait de l'avocat Renato Perdomi, Municipio de Valduggia,
- Madonna, collection particulière.
- Il mercato dei cavalli, huile sur toile, 44 × 68 cm
- L'Éducation de la Vierge.